# Educación del príncipe cristiano
Educación del príncipe cristiano (Institutio Principis Christiani) es una obra perteneciente al género renacentista denominado espejo de príncipes, original de Erasmo de Róterdam. Está dedicada al príncipe Carlos, futuro emperador Carlos V, y escrita en 1516, cuando el destinatario tenía 16 años y Tomás Moro terminaba su Utopia; sólo tres años después de que Maquiavelo escribiera El Príncipe (aunque no se publicó hasta 1532).
Erasmo señala que los maestros deben tener buena disposición y moral impecable, y que una buena educación debe incluir todas las artes liberales. Como Quintiliano, se pronuncia contra el castigo corporal para los malos estudiantes. Insiste en que el estudiante debe ser tratado como un individuo.
Parte de los propósitos de esta obra es asegurar a Erasmo su posición como tutor de Carlos.